# Święta Katarzyna (gromada w powiecie wrocławskim)
Święta Katarzyna (alt. Św. Katarzyna) – dawna gromada, czyli najmniejsza jednostka podziału terytorialnego Polskiej Rzeczypospolitej Ludowej w latach 1954–1972.
Gromady, z gromadzkimi radami narodowymi (GRN) jako organami władzy najniższego stopnia na wsi, funkcjonowały od reformy reorganizującej administrację wiejską przeprowadzonej jesienią 1954 do momentu ich zniesienia z dniem 1 stycznia 1973, tym samym wypierając organizację gminną w latach 1954–1972.
Gromadę Św. Katarzyna z siedzibą GRN w Św. Katarzynie utworzono – jako jedną z 8759 gromad na obszarze Polski – w powiecie wrocławskim w woj. wrocławskim, na mocy uchwały nr 32/54 WRN we Wrocławiu z dnia 2 października 1954. W skład jednostki weszły obszary dotychczasowych gromad Św. Katarzyna, Łukaszowice, Prawocin, Sulimów, Zacharzyce i Zębice ze zniesionej gminy Św. Katarzyna w tymże powiecie. Dla gromady ustalono 21 członków gromadzkiej rady narodowej.
1 stycznia 1960 do gromady Święta Katarzyna włączono wsie Ozorzyce i Bogusławice ze zniesionej gromady Mnichowice w tymże powiecie.
31 grudnia 1961 do gromady Święta Katarzyna włączono wsie Wysoka, Żerniki Wrocławskie, Biestrzyków, Radomierzyce, Iwiny i Smardzów ze zniesionej gromady Żerniki Wrocławskie w tymże powiecie.
1 stycznia 1969 do gromady Święta Katarzyna włączono wsie Sulęcin i Grodziszów ze znoszonej gromady Groblice w powiecie oławskim w tymże województwie.
Gromada przetrwała do końca 1972 roku, czyli do kolejnej reformy gminnej. 1 stycznia 1973 powiecie wrocławskim reaktywowano gminę Święta Katarzyna (zniesioną ponownie w 2010 roku).